# Roodkruinmuggeneter
De roodkruinmuggeneter (Conopophaga castaneiceps) is een zangvogel uit de familie Conopophagidae (muggeneters).

## Verspreiding en leefgebied
Deze soort komt voor van Colombia tot Peru en telt vier ondersoorten:
- C. c. chocoensis: westelijk Colombia.
- C. c. castaneiceps: oostelijk Colombia en noordoostelijk Ecuador.
- C. c. chapmani: zuidoostelijk Ecuador en noordoostelijk Peru.
- C. c. brunneinucha: centraal Peru.

## Status
De grootte van de populatie is niet gekwantificeerd maar de soort wordt omschreven als vrij algemeen. Op de Rode lijst van de IUCN heeft deze soort de status niet bedreigd.